# Całun mumii
Całun mumii (The Mummy's Shroud) – brytyjski horror z 1967 roku.

## Treść
Rok 1920. Europejscy archeolodzy natrafiają na zaginiony grobowiec faraona Kah-To-Beya. Ignorują ostrzeżenia lokalnego beduina, mówiące o konsekwencjach jakie poniosą ci, którzy zbezczeszczą grobowiec, co okazuje się błędem.

## Obsada
- André Morell: Sir Basil Walden
- John Phillips: Stanley Preston
- David Buck: Paul Preston
- Elizabeth Sellars: Barbara Preston
- Maggie Kimberly: Claire de Sangre
- Michael Ripper: Longbarrow
- Tim Barrett: Harry Newton
- Richard Warner: Inspektor Barrani
- Roger Delgado: Hasmid
- Catherine Lacey: Haiti
- Dickie Owen: Prem
- Bruno Barnabe: Faraon
- Toni Gilpin: Żona faraona
- Toolsie Persaud: Kah-to-Bey
- Eddie Powell: Mumia
- Andreas Malandrinos: Kurator